# ダクテュロス

ダクテュロス（指）は1つの長い音節と2つの短い音節から構成される

ダクテュロス（古代ギリシア語: δάκτυλος / daktylos）は、古代ギリシア語やラテン語の古典詩の韻脚のひとつ。長い音節の後に2つの短い音節が続き、長短短格とも呼ばれる。近代西洋詩では、音節の長短をアクセントの強弱に置き換えて、強いアクセントの音節の後に2つの弱いアクセントの音節が続く脚構成に用いられるようになった（強弱弱格と呼ばれる）。英語ではダクティル（dactyl、形容詞形はdactylic）と呼ばれる。
ダクテュロスと前後が逆になる韻脚をアナパイストス（短短長格・弱弱強格）という。
この長・短・短のパターンを思い出す有効な記憶術は、人間の指の3つの骨の総体的な長さを思い描くことである。指の付け根の関節からはじめると、最初が長く、続く2つは短いからである。「ダクテュロス」という言葉自体、ギリシア語で「指」を意味する。「poetry（詩）」という言葉自体がダクテュロスである、と指摘したのは2006年5月31日のニューヨーク・タイムズのクロスワード・パズルである（Will Shortz編）。
西洋古典詩では、ダクテュロス・ヘクサメトロス（長短短六歩格）は、ホメーロス以来叙事詩に用いられ、「英雄詩形」とも呼ばれた（詳細はヘクサメトロスを参照）。また、エレゲイアでは、ダクテュロス・ヘクサメトロスの後にダクテュロス・ペンタメトロスが続く詩形が取られた。（詳細はエレジー#古典詩を参照）
次のダクテュロス韻律の例は、ヘンリー・ワズワース・ロングフェローの『エヴァンジェリン』（en:Evangeline）の最初の行で、dactylic hexameter（強弱弱六歩格）でできている。
This is the / forest prim- / eval.  The / murmuring / pines and the / hemlocks,
最初の5つはダクテュロスだが、最後だけはトロカイオスになっている。
最近の例では、ビートルズの『ルーシー・イン・ザ・スカイ・ウィズ・ダイアモンズ』がある。
Picture your self in a boat on a river with
tangerine tree-ees and marmalade skii-ii-es.
dactylic tetrameter（強弱弱四歩格）で書かれた歌曲の詞は、ワルツのリズムを持っている。「skies」という語はまるまる3つの拍子を取っている。